# Perseus-ペルセウス-
「Perseus-ペルセウス-」は、島谷ひとみの12枚目のシングル。2003年7月16日発売。avex traxよりリリース（CCCD）。

## 解説
- 「Perseus-ペルセウス-」は、TBS『野球烈闘』2003年度テーマソング[注 1]。RCCでは、ウエスタン・リーグの広島東洋カープ戦中継でも使用していた。表題曲は中華風のイントロから始まり、ユーロビートがフュージョンした幻想的で高揚感溢れるもの[1]。
- リアレンジバージョンとして、3rdアルバム『GATE〜scena III〜』初回盤にボーナストラック「HEAVENS WiRE vs. TRI-HEDGE RMX」が、コンセプトアルバム『crossover』に「crossover version」が収録されている。
- C/Wの「to be continued...6.Aug.2003」は、島谷演じるヒロインの旅立ちのシーンを描いた掌編オーディオドラマ。タイトルの2003年8月6日は、「音楽で世界を旅する」をテーマにしたアルバム『GATE〜scena III〜』の発売日となっていた。

## 収録曲
1. Perseus-ペルセウス-
作詞:BOUNCEBACK/作曲：迫茂樹/編曲:h-wonder
2. La Fiesta
作詞･作曲･編曲:BOUNCEBACK
3. to be continued...6.Aug.2003
4. Perseus-ペルセウス-（instrumental)
5. La Fiesta（instrumental)

## カバー
Perseus-ペルセウス-
- 2016年6月15日、姫川友紀（CV.杜野まこ）がアルバム『THE IDOLM@STER CINDERELLA MASTER Passion jewelries! 003』でカバー。